# Bobby East
Robert John East (Torrance, 17 de diciembre de 1984 - Westminster, 13 de julio de 2022) fue un piloto profesional estadounidense de autos stock. Corrió en USAC, ARCA y NASCAR. Durante su carrera en los dos últimos, East fue miembro del programa de desarrollo de conductores de Ford.

## Trayectoria deportiva
En 2001, East se convirtió en el piloto más joven a los 16 años en ganar un evento especial USAC National Midget en el Illiana Motor Speedway en Schererville, Indiana.
East compitió a tiempo completo en la USAC National Midget Series, donde fue campeón en 2004 conduciendo el Steve Lewis Racing No. 9. El chasis del auto fue construido por su padre, Bob East, quien es un renombrado constructor de autos de pista corta de midgets, sprints y silver crown machines. El título le otorgó la distinción de ser el campeón nacional más joven en la historia de la serie a los 19 años.
East fue el piloto con más victorias durante la temporada 2004 de la USAC con 15 victorias entre las tres divisiones de la serie. Terminó en el carril de la victoria siete veces en midgets nacionales, cinco veces en autos de velocidad nacionales y una vez en Silver Crown, Western States Sprint Car y Speedrome Regional Midget Series durante la temporada. Los aspectos más destacados de la temporada fueron ganar el Hut Hundred y el Gran Premio de la Noche de Turquía. Durante este tiempo de prestigio, obtuvo el apodo de 'Bestia' entre sus fieles seguidores, que es una amalgama de la primera letra de su primer nombre 'B' combinada con su apellido 'East', que es diferente a su amable comportamiento y carácter para aquellos que lo conocen, pero describe mejor su temporada victoriosa de 2004 en el equipo Lewis, donde quedó en primer lugar en la general con su auto No. 9.
East luego pasó a las carreras de stock cars. Primero intentó clasificarse para tres carreras en la Serie Craftsman Truck de NASCAR en el Ford No. 33 de Roush Racing, pero no logró clasificarse para dos de esas carreras. En el que clasificó (en Phoenix), chocó al final de ese evento y terminó 30.º. Además, condujo el No. 21 para Wood Brothers/JTG Racing en la final de temporada de Homstead, pero tampoco se clasificó para esa carrera. También ese año, East hizo su debut en la Serie ARCA Re/Max, donde compitió en Talladega en octubre de 2005, conduciendo el Ford No. 29 para K Automotive Racing. Unas semanas más tarde, hizo su debut en la Serie Busch de NASCAR en Memphis en el No. 46 para ST Motorsports y tuvo una carrera sólida, terminando 17°.
En 2006, East compitió casi a tiempo completo en la misma camioneta, donde fue compañero de equipo en el programa de desarrollo de pilotos del equipo con su compañero novato Marcos Ambrose, quien conducía la camioneta No. 20 del equipo. East terminaría el año en el puesto 23 en los puntos a pesar de perderse las dos primeras carreras de la temporada.
En 2007, East corrió a tiempo parcial en la Serie Busch con Brewco Motorsports, dividiendo el tiempo en los autos No. 27, No. 37 y No. 43 del equipo. Durante la temporada, Brewco se convirtió en Baker Curb Racing después de un cambio de propietario.
East regresó a la Serie de Camionetas a tiempo parcial en 2008, reuniéndose con Roush para conducir su Ford F-150 de Zaxby No. 09. Esto lo incluyó ganando la pole para la carrera en IRP. Roush también encargó a East la clasificación del auto No. 60 de la Serie Nationwide (anteriormente Busch) de Carl Edwards para la Copa Cup Series en Memphis, la misma pista en la que hizo su debut tres años antes. Sin embargo, East no pudo calificar muy alto en el campo, ubicándose en el puesto 34, aunque Edwards ganaría la carrera después de abrirse paso en el campo hacia el frente, tomando la delantera en la vuelta 69 y permaneciendo allí por el resto de la raza. Este esfuerzo terminaría siendo la última salida de East en NASCAR.

## Vida personal
East nació en Torrance, California y también había estado viviendo en Brownsburg, Indiana.
El 13 de julio de 2022, mientras cargaba gasolina en una estación de servicio 76 en Westminster, California fue abordado por Trent Millsap, un transeúnte que tenía una orden de arresto por violación de libertad condicional. Los dos intercambiaron palabras y Millsap apuñaló a East en el pecho; lo llevaron de urgencia al hospital, pero murió a causa de sus heridas poco después. Más tarde se descubrió que Millsap se escondía en un apartamento en las cercanías de Anaheim y murió en un tiroteo con la policía del condado de Orange.

## Resultados

### NASCAR

#### Nationwide Series
| Resultados de la NASCAR Nationwide Series | Resultados de la NASCAR Nationwide Series | Resultados de la NASCAR Nationwide Series | Resultados de la NASCAR Nationwide Series | Resultados de la NASCAR Nationwide Series | Resultados de la NASCAR Nationwide Series | Resultados de la NASCAR Nationwide Series | Resultados de la NASCAR Nationwide Series | Resultados de la NASCAR Nationwide Series | Resultados de la NASCAR Nationwide Series | Resultados de la NASCAR Nationwide Series | Resultados de la NASCAR Nationwide Series | Resultados de la NASCAR Nationwide Series | Resultados de la NASCAR Nationwide Series | Resultados de la NASCAR Nationwide Series | Resultados de la NASCAR Nationwide Series | Resultados de la NASCAR Nationwide Series | Resultados de la NASCAR Nationwide Series | Resultados de la NASCAR Nationwide Series | Resultados de la NASCAR Nationwide Series | Resultados de la NASCAR Nationwide Series | Resultados de la NASCAR Nationwide Series | Resultados de la NASCAR Nationwide Series | Resultados de la NASCAR Nationwide Series | Resultados de la NASCAR Nationwide Series | Resultados de la NASCAR Nationwide Series | Resultados de la NASCAR Nationwide Series | Resultados de la NASCAR Nationwide Series | Resultados de la NASCAR Nationwide Series | Resultados de la NASCAR Nationwide Series | Resultados de la NASCAR Nationwide Series | Resultados de la NASCAR Nationwide Series | Resultados de la NASCAR Nationwide Series | Resultados de la NASCAR Nationwide Series | Resultados de la NASCAR Nationwide Series | Resultados de la NASCAR Nationwide Series | Resultados de la NASCAR Nationwide Series | Resultados de la NASCAR Nationwide Series | Resultados de la NASCAR Nationwide Series | Resultados de la NASCAR Nationwide Series | Resultados de la NASCAR Nationwide Series | Resultados de la NASCAR Nationwide Series |
| Año                                       | Equipo                                    | N.º                                       | Motor                                     | 1                                         | 2                                         | 3                                         | 4                                         | 5                                         | 6                                         | 7                                         | 8                                         | 9                                         | 10                                        | 11                                        | 12                                        | 13                                        | 14                                        | 15                                        | 16                                        | 17                                        | 18                                        | 19                                        | 20                                        | 21                                        | 22                                        | 23                                        | 24                                        | 25                                        | 26                                        | 27                                        | 28                                        | 29                                        | 30                                        | 31                                        | 32                                        | 33                                        | 34                                        | 35                                        | NNSC                                      | Pts                                       | Ref                                       |
| ----------------------------------------- | ----------------------------------------- | ----------------------------------------- | ----------------------------------------- | ----------------------------------------- | ----------------------------------------- | ----------------------------------------- | ----------------------------------------- | ----------------------------------------- | ----------------------------------------- | ----------------------------------------- | ----------------------------------------- | ----------------------------------------- | ----------------------------------------- | ----------------------------------------- | ----------------------------------------- | ----------------------------------------- | ----------------------------------------- | ----------------------------------------- | ----------------------------------------- | ----------------------------------------- | ----------------------------------------- | ----------------------------------------- | ----------------------------------------- | ----------------------------------------- | ----------------------------------------- | ----------------------------------------- | ----------------------------------------- | ----------------------------------------- | ----------------------------------------- | ----------------------------------------- | ----------------------------------------- | ----------------------------------------- | ----------------------------------------- | ----------------------------------------- | ----------------------------------------- | ----------------------------------------- | ----------------------------------------- | ----------------------------------------- | ----------------------------------------- | ----------------------------------------- | ----------------------------------------- |
| 2005                                      | ST Motorsports                            | 46                                        | Ford                                      | DAY                                       | CAL                                       | MXC                                       | LVS                                       | ATL                                       | NSH                                       | BRI                                       | TEX                                       | PHO                                       | TAL                                       | DAR                                       | RCH                                       | CLT                                       | DOV                                       | NSH                                       | KEN                                       | MLW                                       | DAY                                       | CHI                                       | NHA                                       | PPR                                       | GTY                                       | IRP                                       | GLN                                       | MCH                                       | BRI                                       | CAL                                       | RCH                                       | DOV                                       | KAN                                       | CLT                                       | MEM 17                                    | TEX                                       | PHO                                       | HOM                                       | 106th                                     | 112                                       | [ 8 ]                                     |
| 2007                                      | Brewco Motorsports                        | 37                                        | Ford                                      | DAY                                       | CAL                                       | MXC                                       | LVS                                       | ATL                                       | BRI                                       | NSH                                       | TEX                                       | PHO                                       | TAL                                       | RCH                                       | DAR                                       | CLT                                       | DOV                                       | NSH 24                                    | KEN                                       | MLW 22                                    | NHA                                       | DAY                                       | CHI                                       | GTY 16                                    | IRP 39                                    | CGV                                       | GLN                                       | MCH 38                                    | BRI                                       |                                           |                                           |                                           |                                           |                                           |                                           |                                           |                                           |                                           | 52nd                                      | 806                                       | [ 9 ]                                     |
| 2007                                      | Baker Curb Racing                         | 37                                        | Ford                                      |                                           |                                           |                                           |                                           |                                           |                                           |                                           |                                           |                                           |                                           |                                           |                                           |                                           |                                           |                                           |                                           |                                           |                                           |                                           |                                           |                                           |                                           |                                           |                                           |                                           |                                           | CAL 24                                    |                                           |                                           | KAN 22                                    | CLT                                       |                                           |                                           |                                           |                                           | 52nd                                      | 806                                       | [ 9 ]                                     |
| 2007                                      | Baker Curb Racing                         | 27                                        | Ford                                      |                                           |                                           |                                           |                                           |                                           |                                           |                                           |                                           |                                           |                                           |                                           |                                           |                                           |                                           |                                           |                                           |                                           |                                           |                                           |                                           |                                           |                                           |                                           |                                           |                                           |                                           |                                           | RCH 25                                    | DOV                                       |                                           |                                           |                                           |                                           |                                           | HOM 12                                    | 52nd                                      | 806                                       | [ 9 ]                                     |
| 2007                                      | Baker Curb Racing                         | 43                                        | Ford                                      |                                           |                                           |                                           |                                           |                                           |                                           |                                           |                                           |                                           |                                           |                                           |                                           |                                           |                                           |                                           |                                           |                                           |                                           |                                           |                                           |                                           |                                           |                                           |                                           |                                           |                                           |                                           |                                           |                                           |                                           |                                           | MEM 36                                    | TEX                                       | PHO                                       |                                           | 52nd                                      | 806                                       | [ 9 ]                                     |
| 2008                                      | Roush Fenway Racing                       | 60                                        | Ford                                      | DAY                                       | CAL                                       | LVS                                       | ATL                                       | BRI                                       | NSH                                       | TEX                                       | PHO                                       | MXC                                       | TAL                                       | RCH                                       | DAR                                       | CLT                                       | DOV                                       | NSH                                       | KEN                                       | MLW                                       | NHA                                       | DAY                                       | CHI                                       | GTY                                       | IRP                                       | CGV                                       | GLN                                       | MCH                                       | BRI                                       | CAL                                       | RCH                                       | DOV                                       | KAN                                       | CLT                                       | MEM QL†                                   | TEX                                       | PHO                                       | HOM                                       | N/A                                       | 0                                         | [ 10 ]                                    |
| † – Calificado por Carl Edwards           |                                           |                                           |                                           |                                           |                                           |                                           |                                           |                                           |                                           |                                           |                                           |                                           |                                           |                                           |                                           |                                           |                                           |                                           |                                           |                                           |                                           |                                           |                                           |                                           |                                           |                                           |                                           |                                           |                                           |                                           |                                           |                                           |                                           |                                           |                                           |                                           |                                           |                                           |                                           |                                           |                                           |

#### Craftsman Truck Series
| Resultados de la NASCAR Craftsman Truck Series | Resultados de la NASCAR Craftsman Truck Series | Resultados de la NASCAR Craftsman Truck Series | Resultados de la NASCAR Craftsman Truck Series | Resultados de la NASCAR Craftsman Truck Series | Resultados de la NASCAR Craftsman Truck Series | Resultados de la NASCAR Craftsman Truck Series | Resultados de la NASCAR Craftsman Truck Series | Resultados de la NASCAR Craftsman Truck Series | Resultados de la NASCAR Craftsman Truck Series | Resultados de la NASCAR Craftsman Truck Series | Resultados de la NASCAR Craftsman Truck Series | Resultados de la NASCAR Craftsman Truck Series | Resultados de la NASCAR Craftsman Truck Series | Resultados de la NASCAR Craftsman Truck Series | Resultados de la NASCAR Craftsman Truck Series | Resultados de la NASCAR Craftsman Truck Series | Resultados de la NASCAR Craftsman Truck Series | Resultados de la NASCAR Craftsman Truck Series | Resultados de la NASCAR Craftsman Truck Series | Resultados de la NASCAR Craftsman Truck Series | Resultados de la NASCAR Craftsman Truck Series | Resultados de la NASCAR Craftsman Truck Series | Resultados de la NASCAR Craftsman Truck Series | Resultados de la NASCAR Craftsman Truck Series | Resultados de la NASCAR Craftsman Truck Series | Resultados de la NASCAR Craftsman Truck Series | Resultados de la NASCAR Craftsman Truck Series | Resultados de la NASCAR Craftsman Truck Series | Resultados de la NASCAR Craftsman Truck Series | Resultados de la NASCAR Craftsman Truck Series | Resultados de la NASCAR Craftsman Truck Series |
| Año                                            | Equipo                                         | N.º                                            | Motor                                          | 1                                              | 2                                              | 3                                              | 4                                              | 5                                              | 6                                              | 7                                              | 8                                              | 9                                              | 10                                             | 11                                             | 12                                             | 13                                             | 14                                             | 15                                             | 16                                             | 17                                             | 18                                             | 19                                             | 20                                             | 21                                             | 22                                             | 23                                             | 24                                             | 25                                             | NCTC                                           | Pts                                            | Ref                                            |
| ---------------------------------------------- | ---------------------------------------------- | ---------------------------------------------- | ---------------------------------------------- | ---------------------------------------------- | ---------------------------------------------- | ---------------------------------------------- | ---------------------------------------------- | ---------------------------------------------- | ---------------------------------------------- | ---------------------------------------------- | ---------------------------------------------- | ---------------------------------------------- | ---------------------------------------------- | ---------------------------------------------- | ---------------------------------------------- | ---------------------------------------------- | ---------------------------------------------- | ---------------------------------------------- | ---------------------------------------------- | ---------------------------------------------- | ---------------------------------------------- | ---------------------------------------------- | ---------------------------------------------- | ---------------------------------------------- | ---------------------------------------------- | ---------------------------------------------- | ---------------------------------------------- | ---------------------------------------------- | ---------------------------------------------- | ---------------------------------------------- | ---------------------------------------------- |
| 2005                                           | Roush Racing                                   | 33                                             | Ford                                           | DAY                                            | CAL                                            | ATL                                            | MAR                                            | GTY                                            | MFD                                            | CLT                                            | DOV                                            | TEX                                            | MCH                                            | MLW                                            | KAN                                            | KEN                                            | MEM                                            | IRP DNQ                                        | NSH                                            | BRI                                            | RCH DNQ                                        | NHA                                            | LVS                                            | MAR                                            | ATL                                            | TEX                                            | PHO 30                                         |                                                | 83rd                                           | 73                                             | [ 11 ]                                         |
| 2005                                           | Wood Brothers/JTG Racing                       | 21                                             | Ford                                           |                                                |                                                |                                                |                                                |                                                |                                                |                                                |                                                |                                                |                                                |                                                |                                                |                                                |                                                |                                                |                                                |                                                |                                                |                                                |                                                |                                                |                                                |                                                |                                                | HOM DNQ                                        | 83rd                                           | 73                                             | [ 11 ]                                         |
| 2006                                           | Wood Brothers/JTG Racing                       | 20                                             | Ford                                           | DAY                                            | CAL                                            | ATL 23                                         |                                                |                                                |                                                |                                                |                                                |                                                |                                                |                                                |                                                |                                                |                                                |                                                |                                                |                                                |                                                |                                                |                                                |                                                |                                                |                                                |                                                |                                                | 23rd                                           | 2186                                           | [ 12 ]                                         |
| 2006                                           | Wood Brothers/JTG Racing                       | 21                                             | Ford                                           |                                                |                                                |                                                | MAR 13                                         | GTY 13                                         | CLT 24                                         | MFD 34                                         | DOV 17                                         | TEX 28                                         | MCH 30                                         | MLW 17                                         | KAN 24                                         | KEN 34                                         | MEM 21                                         | IRP 11                                         | NSH 36                                         | BRI 29                                         | NHA 30                                         | LVS 22                                         | TAL 23                                         | MAR 21                                         | ATL 15                                         | TEX 22                                         | PHO 18                                         | HOM 16                                         | 23rd                                           | 2186                                           | [ 12 ]                                         |
| 2008                                           | Roush Fenway Racing                            | 09                                             | Ford                                           | DAY                                            | CAL                                            | ATL                                            | MAR                                            | KAN 24                                         | CLT                                            | MFD                                            | DOV                                            | TEX 8                                          | MCH 18                                         | MLW                                            | MEM 8                                          | KEN                                            | IRP 19                                         | NSH                                            | BRI                                            | GTW 25                                         | NHA                                            | LVS 25                                         | TAL                                            | MAR                                            | ATL                                            | TEX                                            | PHO                                            | HOM                                            | 34th                                           | 771                                            | [ 13 ]                                         |

### ARCA Re/Max Series
| Resultados de la Serie ARCA Re/Max | Resultados de la Serie ARCA Re/Max | Resultados de la Serie ARCA Re/Max | Resultados de la Serie ARCA Re/Max | Resultados de la Serie ARCA Re/Max | Resultados de la Serie ARCA Re/Max | Resultados de la Serie ARCA Re/Max | Resultados de la Serie ARCA Re/Max | Resultados de la Serie ARCA Re/Max | Resultados de la Serie ARCA Re/Max | Resultados de la Serie ARCA Re/Max | Resultados de la Serie ARCA Re/Max | Resultados de la Serie ARCA Re/Max | Resultados de la Serie ARCA Re/Max | Resultados de la Serie ARCA Re/Max | Resultados de la Serie ARCA Re/Max | Resultados de la Serie ARCA Re/Max | Resultados de la Serie ARCA Re/Max | Resultados de la Serie ARCA Re/Max | Resultados de la Serie ARCA Re/Max | Resultados de la Serie ARCA Re/Max | Resultados de la Serie ARCA Re/Max | Resultados de la Serie ARCA Re/Max | Resultados de la Serie ARCA Re/Max | Resultados de la Serie ARCA Re/Max | Resultados de la Serie ARCA Re/Max | Resultados de la Serie ARCA Re/Max | Resultados de la Serie ARCA Re/Max | Resultados de la Serie ARCA Re/Max | Resultados de la Serie ARCA Re/Max |
| Año                                | Equipo                             | N.º                                | Motor                              | 1                                  | 2                                  | 3                                  | 4                                  | 5                                  | 6                                  | 7                                  | 8                                  | 9                                  | 10                                 | 11                                 | 12                                 | 13                                 | 14                                 | 15                                 | 16                                 | 17                                 | 18                                 | 19                                 | 20                                 | 21                                 | 22                                 | 23                                 |                                    | puntos                             | Árbitro                            |
| ---------------------------------- | ---------------------------------- | ---------------------------------- | ---------------------------------- | ---------------------------------- | ---------------------------------- | ---------------------------------- | ---------------------------------- | ---------------------------------- | ---------------------------------- | ---------------------------------- | ---------------------------------- | ---------------------------------- | ---------------------------------- | ---------------------------------- | ---------------------------------- | ---------------------------------- | ---------------------------------- | ---------------------------------- | ---------------------------------- | ---------------------------------- | ---------------------------------- | ---------------------------------- | ---------------------------------- | ---------------------------------- | ---------------------------------- | ---------------------------------- | ---------------------------------- | ---------------------------------- | ---------------------------------- |
| 2005                               | Carreras automotrices K            | 29                                 | Vado                               | DÍA                                | NSH                                | SLM                                | CONOCIDO                           | TOL                                | LAN                                | MIL                                | punto de contacto                  | MCH                                | CAN                                | CONOCIDO                           | BLN                                | punto de contacto                  | GTW                                | LER                                | NSH                                | MCH                                | FIS                                | TOL                                | DSF                                | CHI                                | SLM                                | TAL 36                             | 169                                | 50                                 | [ 14 ]                             |